# پتر سامتس
پتر سامتس (چکی: Petr Samec؛ زادهٔ ۱۴ فوریهٔ ۱۹۶۴) بازیکن سابق و مربی فوتبال اهل جمهوری چک است.
از باشگاه‌هایی که در آن بازی کرده‌است می‌توان به باشگاه فوتبال بانیک استراوا، باشگاه فوتبال سیگما اولوموتس، و باشگاه فوتبال هرادتس کرالووه اشاره کرد.
وی همچنین در تیم ملی فوتبال جمهوری چک بازی کرده‌است.